# Evangelischer Entwicklungsdienst

Das Logo des EED

Der Evangelische Entwicklungsdienst e. V. (EED) war ein Entwicklungswerk der evangelischen Landes- und Freikirchen in Deutschland, der jährlich über 1.500 Projekte von kirchlichen und zivilgesellschaftlichen Partnerorganisationen finanziell oder durch die Vermittlung von Entwicklungsfachkräften unterstützte und Stipendien an Nachwuchskräfte aus Entwicklungsländern vergab. Er fusionierte 2012 mit dem Diakonischen Werk der EKD.

## Geschichte
Der Verein entstand 1999 aus der Fusion folgender kirchlichen Hilfswerke:
- Dienste in Übersee (DÜ)
- Evangelische Zentralstelle für Entwicklungshilfe (EZE)
- Kirchlicher Entwicklungsdienst (KED) der Evangelisch-Lutherischen Kirche in Bayern und weiterer Landeskirchen
- Ökumenisch-Missionarischer Weltdienst (EMW-ÖMW)
- Ökumenische Stipendienwerk (ÖSW), 2003

EED und Diakonisches Werk der EKD schlossen sich im Jahr 2012 zum Evangelischen Werk für Diakonie und Entwicklung zusammen. Darin bilden der EED und Brot für die Welt ein Entwicklungswerk unter dem Namen „Brot für die Welt – Evangelischer Entwicklungsdienst“. Die Vertretungen in Bonn, Stuttgart und Berlin-Dahlem wurden aufgelöst und die Verwaltung in ein neues Gebäude in Berlin verlegt. Die neue Organisationsform arbeitet seit Oktober 2012.